# Cratere Steklov
Steklov è un cratere lunare di 36,61 km situato nella parte sud-orientale della faccia nascosta della Luna.